# Clase N3
Los acorazados de la clase N3 eran acorazados previstos para la Marina Real Británica después de la Primera Guerra Mundial. Nunca fueron construidos debido al Tratado Naval de Washington firmado en 1921 que previno una carrera de armamentos entre las principales potencias navales. 
En la posguerra, la Marina Real Británica pensó en la tarea de intentar mantener una superioridad frente a las otras naciones, Japón y los Estados Unidos de América, que tenían la intención y la capacidad de crear marinas de guerra equivalentes o mejores. La gran guerra había tomado su costo en la economía británica y aunque los acorazados de la flota eran grandes en número, la Marina Real Británica incluía más acorazados viejos.
El diseño N3 fue relacionado directamente con los cruceros de Batalla de la clase G3, elaborado al mismo tiempo en que fueron planeados con ideas similares y utilizó la misma disposición de las armas principales que eran dispuestos al frente de la nave. Sin embargo mientras que los cruceros de batalla alcanzarían 32 nudos de velocidad y fueron armados con cañones de 406 mm, los acorazados de la clase N3 llevarían un armamento mucho más grande (cañones de 457 mm) pero a expensas de una velocidad más reducida. 
Puesto que a los cruceros de batalla de la clase G3 se les dio mayor prioridad que a los acorazados de la clase N3, estos últimos nunca fueron nombrados antes de la cancelación. Se ha sugerido que si hubieran sido construidos habrían sido nombrados por los cuatro santos  patrones de las cuatro naciones constituyentes del Reino Unido: St. Andrew, St. David,  St. George y St. Patrick.